# Jean-Baptiste Legras
Jean-Baptiste Legras est un homme politique français né le 5 février 1749 à Paris et décédé à une date inconnue.
Juge au tribunal de Saint-Germain-en-Laye, il est député de Seine-et-Oise de 1791 à 1792, siégeant avec la majorité.

## Sources
- « Jean-Baptiste Legras », dans Adolphe Robert et Gaston Cougny, Dictionnaire des parlementaires français, Edgar Bourloton, 1889-1891 [détail de l’édition]